# Волжин, Николай Николаевич
Николай Николаевич Волжин (6 ноября 1854, Курская губерния — после 1917) — генерал-майор, командир десятого (1904—1906) и шестого (1906—1910) полков Оренбургского казачьего войска. С началом Первой мировой войны стал командующим 2-й бригады Сибирской казачьей дивизии. Был награждён восемью орденами и Золотым оружием.

## Биография
Николай Волжин родился 6 ноября 1854 года в семье дворянина Николая Волжина, происходившего родом из Курской губернии. Николай-младший получил среднее образование в Классическом пансионе Репмана в Москве. Затем он поступил в Третье Александровское военное училище, которое окончил по первому разряду. Кроме того, позже он выпустился из Офицерской кавалерийской школы с пометкой «отлично».
Николай Николаевич приступил к военной службе в день своего двадцатилетия — 6 ноября 1874 года. Он получил чин хорунжего в августе 1876 года, сотника — в 1876 или 1877 году, а есаулом стал в 1883 (с формулировкой «за отличие»). Волжин достиг звания («чина») войскового старшины на границе веков — в феврале 1900 года; до полковника он дослужился в период Русско-японской войны, в 1905 году (также «за отличие») — вместе с ним за участие в дальневосточном конфликте полковничьи погоны получили будущий генерал Георгий Бычков (отец участника Гражданской войны, полковника Алексея Бычкова) и георгиевский кавалер, командир Оренбургского 11-го казачьего полка Михаил Гурьев. Волжин достиг генеральского чина — стал генерал-майором — 17 мая 1910 года.
Первоначально Николай Николаевич был выпущен в Оренбургский 3-й казачий полк; с 1877 по 1880 год он служил в Оренбургском 6-м казачьем полку: стал командиром сотни в 1878 году. В 1877—1878 годах Волжин был в походе на Бухарскую и Алайскую границы — стал участником кампаний в Туркестане (1880—1881). С февраля 1885 по март 1887 года Николай Волжин служил младшим офицером Оренбургского казачьего юнкерского училища. В 1894—1895 годах он числился в 3-м полку — затем, в 1901, стал помощником командира Оренбургского 5-го казачьего полка.
С 1904 по 1906 году Н. Н. Волжин являлся командиром Оренбургского 10-го казачьего полка. Он принимал участие в конфликте на Дальнем Востоке, во время которой был награждён несколькими орденами. 7 ноября 1904 года Волжин вошёл в «депутацию» казаков, которые лично поздравили «его высокопревосходительству главнокомандующему» Алексея Куропаткина с избранием в почётные оренбургские казаки. Кроме Волжина в группу поздравлявших вошли: генерал Митрофан Греков, полковник Андрей Николаев, полковники Бычков и Гурьев, есаул Пастухов, подъесаул Серов, Фадеев, хорунжий Горбунов, а также — по три «нижних чина» от первого, десятого, одиннадцатого и двенадцатого казачьих полков. Главнокомандующий, выразивший «радость слиться с оренбургским войском», лично раздал казакам полученные ими награды: Георгиевское оружие — Грекову, Николаеву, Бычкову и Волжину; орден Святого Владимира 4-й степени — Гурьеву и Фадееву.
Затем — в период с 1906 по 1910 — командовал 6-м полком. В этот период он получил выговор с предупреждением, о котором было доложено военному министру: причиной было названо грубое обращение с подчиненными офицерами. По некоторым сведениям, в 1909 году он был даже уволен от службы, но с производством в генерал-майоры. После начала Первой мировой войны Волжин был вновь определён на службу с тем же чином и получил под своё командование вторую бригаду Сибирской казачьей дивизии. По данным на 1916 год он состоял в том же чине и должности. Уже после Февральской революции, 29 июля 1917 года, он был уволен с военной службы с формулировкой «по болезни». Дальнейшая судьба Николая Волжина на сегодняшний день не известна.

## Награды
- Орден Святого Станислава 3 степени (1887)
- Орден Святой Анны 3 степени с мечами и бантом (1893)
- Орден Святого Владимира 4 степени с мечами и бантом (1906)
- Орден Святого Станислава 2 степени (1897)
- Орден Святой Анны 2 степени (1901) — мечи (1906)[11]
- Золотое оружие «За храбрость»[4][12]: 1 апреля 1906
- Орден Святого Владимира 3 степени (1909) — мечи (1915)[1]
- Орден Святого Станислава 1 степени (1915)
- Орден Святой Анны 1 степени (январь 1916) — мечи (декабрь 1916)[13][2]

## Семья
Николай Волжин на протяжении полувека оставался холостяком.